# Maison du Prieur de Sainte-Croix (Dordogne)
La maison du prieur de Sainte-Croix est un manoir situé à Sainte-Croix, en France.

## Localisation
La maison du prieur est située dans le département français de la Dordogne, sur la commune de Sainte-Croix.

## Historique

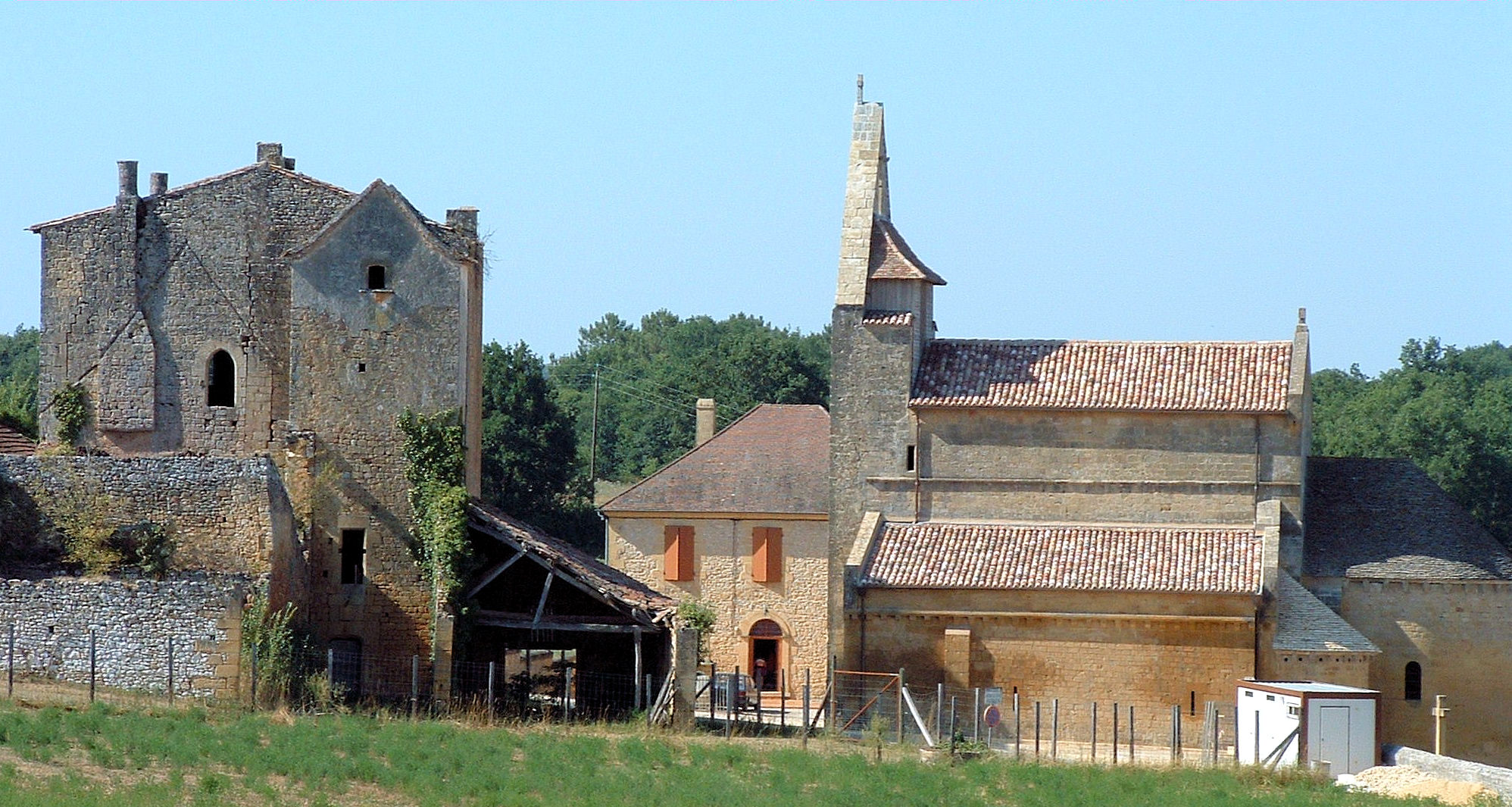
L'église et la maison du prieur.

La maison du prieur a été construite à quelques mètres de l'église Sainte-Croix. La conception de cette maison médiévale est originale pour cette époque, car c'est une maison non fortifiée au milieu des champs.
Aucun document n'est connu sur l'église avant 1289. L'église a été réunie à la mense du prieur de Saint-Avit-Sénieur le 10 juin 1312. 
De 1303 à 1323, le titre de prieur de Saint-Avit-Sénieur est détenu par Gausbert de Castelnau qui a joui de la faveur du pape Clément V et lui a servi d'agent en Périgord. C'est donc le premier prieur de Saint-Avit-Sénieur qui a joui de la cure de Sainte-Croix.
La maison du prieur a dû être construite par Gausbert de Castelnau. Le style des baies de la maison peuvent convenir à des bâtiments construits entre 1260 et le milieu du XIVe siècle. Jacques Gardelles remarque que « c'est vers 1300 que l'on voit apparaître dans les manoirs bordelais et gascons la division de la vielle salle à pièce unique par des murs de refend, alors qu'à la fin du XIIIe siècle encore, on reste fidèle à la simple division en étages ». 
La construction de la maison sans système défensif correspond à une période de paix, c'est-à-dire, après la première guerre entre le roi d'Angleterre, duc d'Aquitaine, et le roi de France, la guerre de Guyenne commencée en 1293 jusqu'au traité de Paris de 1303, et avant les prémices de la guerre de Cent Ans avec la guerre de Saint-Sardos, en 1324-1327.
Après la mort de Gausbert de Castelnau, en 1323, il a été remplacé par Guillaume de Frézapa, parent de Jean XXII. Ce dernier a peu résidé dans le Périgord, il est donc peu probable qu'il soit à l'origine de la construction de cette maison avant sa mort, en 1333.

## Protection
L'édifice est classé au titre des monuments historiques le 24 mars 1997.